# Ian Greenberg
Pour les articles homonymes, voir Greenberg.
Ian Greenberg (né le 15 juin 1942 à Montréal, Canada et mort le 10 janvier 2022 dans la même ville) est cofondateur d’Astral Media et en occupe le poste de président et chef de la direction de 1996 à 2013, moment auquel l'entreprise est vendue à Bell Canada.
Depuis l'acquisition d'Astral par Bell en 2013, il siège à titre d'administrateur de l'entreprise. Ian Greenberg est également membre du Conseil canadien des chefs d'entreprise et un gouverneur de l'Hôpital général juif de Montréal. Il est également membre du conseil d'administration de Cineplex Inc.

## Biographie
Ian Greenberg est diplômé du programme de formation avancé en gestion (Advanced Management Program) de la Harvard Business School. C’est avec ses trois frères, Harold Greenberg, Harvey Greenberg et Sidney Greenberg, qu’il a fondé Astral en 1961. Sous sa direction, cette société, qui offrait initialement des services spécialisés dans le domaine de la photographie, s’est transformée pour devenir dans les années 1990 une entreprise dont les activités sont axées exclusivement sur les médias, soit la télévision, la radio, l’affichage et les médias numériques.
Astral emploie plus de 2 800 personnes dans huit provinces du Canada. L’entreprise a cru sous la gouverne de Ian Greenberg et exploite aujourd’hui 84 stations de radio, 24 services de télévision payantes et spécialisées, et plus de 9 500 faces d’affichage publicitaire. Enfin, Astral Media exploite plus de 100 sites Web.
Depuis sa nomination à titre de président et chef de la direction, l’entreprise a enregistré 15 années consécutives de croissance .
Le 16 mars 2012, Astral a annoncé la signature d'une entente avec Bell Canada Entreprises (BCE) qui portait sur la vente de la société.

## Culturel
Il est notamment très engagé dans son milieu et appuie activement l’industrie culturelle du Canada, de même qu’un grand nombre d’organismes caritatifs. En 1993, ses frères et lui se sont vu décerner le prix Eleanor Roosevelt, dans la catégorie Lettres et sciences humaines (Humanities), pour souligner leur contribution exceptionnelle à des activités à caractère philanthropique[réf. nécessaire].
Enfin, il est membre du Conseil canadien des chefs d’entreprise en plus d’être gouverneur du Festival de la télévision de Banff et de l’Hôpital général juif de Montréal.

## Prix et récompenses
En 2007, Ian Greenberg reçoit le prix Ted Rogers et Velma Rogers Graham, pour son apport remarquable au système canadien de radiodiffusion
En 2008, il est intronisé à l'Ordre du mérite de la radiodiffusion de l'Association canadienne des radiodiffuseurs (ACR). 
En 2013, il est intronisé au Panthéon des personnalités canadiennes des Affaires
En 2013, il reçoit le prix spécial de L'Académie, pour son apport exceptionnel à l'industrie canadienne du cinéma et de la télévision.

## Vie personnelle
Ian Greenberg est marié et vit à Montréal avec sa conjointe Linda. Ils ont trois enfants et neuf petits-enfants.